# Diócesis de Milo
La diócesis de Milo (en latín: Dioecesis Milensis y en griego: Επισκοπή Μήλου) es una circunscripción eclesiástica de la Iglesia católica en Grecia. Se trata de una diócesis latina, sufragánea de la arquidiócesis de Naxos, Andros, Tenos y Miconos. Desde 1900 es sede vacante y su administrador apostólico perpetuo es el obispo de la diócesis de Siros (a la cual está integrada), que es sede vacante desde el 11 de abril de 2025, y su administrador apostólico es el arzobispo Sevastianos Rossolatos.

## Territorio y organización

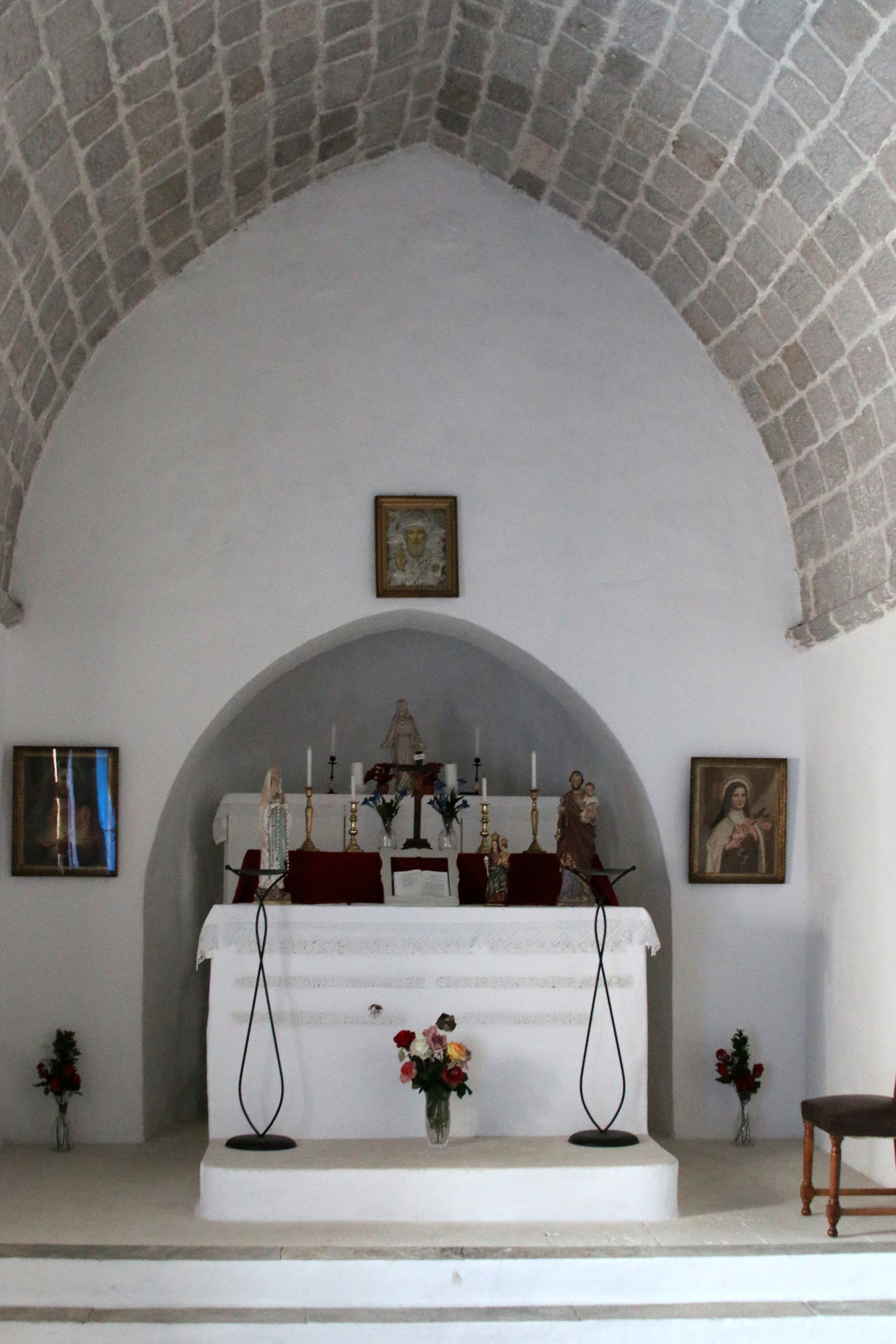
Iglesia de San Niolás, en Adamantas

La diócesis extiende su jurisdicción sobre los fieles católicos de rito latino residentes en las islas de Milo, Kímolos, Ceos, Citnos, Serifos y Sifnos, pertenecientes a las Cícladas en la periferia de Egeo Meridional.

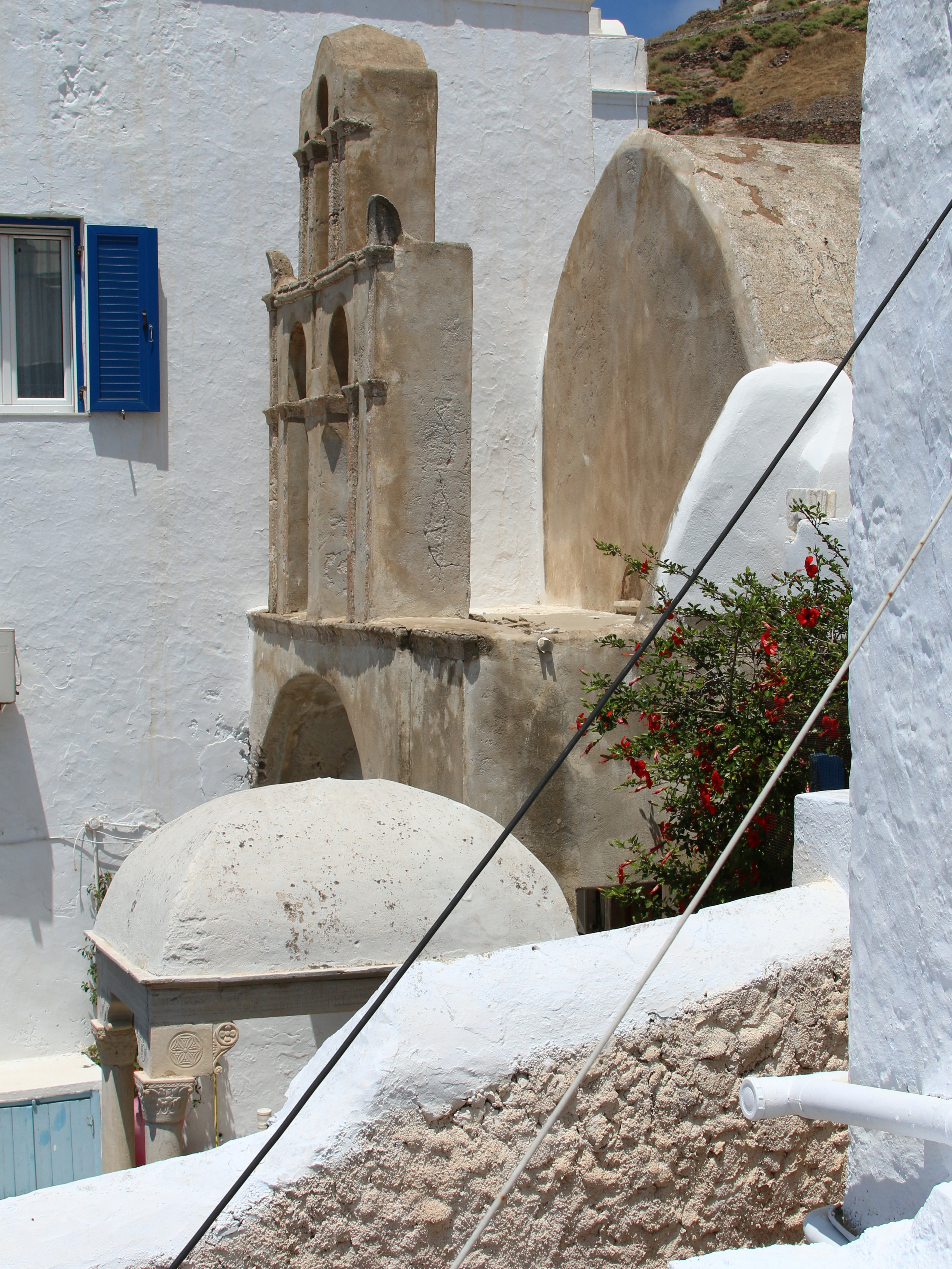
Iglesia de Nuestra Señora del Rosario, en Plaka

La sede de la diócesis se encontraba en la isla de Milo, pero el administrador apostólico perpetuo tiene sede en la ciudad de Ermúpoli, que está unida a Ano Syros, en la isla de Siros. La Catedral de los Santos Cosme y Damián pasó a la ortodoxia luego de la conquista otomana de 1566.
En 2023 en la diócesis existían 2 parroquias: Nuestra Señora del Rosario, en Plaka, y San Nicolás, en Adamantas, integradas en la diócesis de Siros.

## Historia
El cristianismo se extendió a las Cícladas a partir del siglo III. Esto es evidente en las catacumbas cristianas de Milo, pero también en el establecimiento de la diócesis de Delos, la primera diócesis de las Cícladas, en el siglo IV.
Luego de la captura de Constantinopla por los cruzados en 1204, los venecianos expulsaron a los bizantinos y capturaron Naxos, Milo y otras islas y fundaron el Ducado de Naxos en 1207, que pasó a ser vasallo del Imperio latino de Constantinopla. Los duques eran católicos y la población de Milo era ortodoxa.
La diócesis latina de Milo fue erigida en 1253. Desde su fundación, siempre ha sido sufragánea de la arquidiócesis de Naxos. La diócesis también incluía la isla de Kímolos.
Después de 1333 se erigió la diócesis de Ceos, Citnos y Sifnos, sufragánea de la arquidiócesis de Atenas, pero en 1659 se dividió en dos vicariatos apostólicos: el de Sifnos-Serifos y el de Ceos-Citnos.
En 1537 Naxos comenzó a pagar tributo al sultán otomano y entre las condiciones de vasallaje se le impuso el regreso del metropolitano ortodoxo de Paronaxia, cuya jurisdicción pasó a abarcar las islas de Naxos, Paros, Milo y Miconos. 
En 1566 la diócesis de Milo pasó bajo dominio otomano, y la mayoría de sus fieles se unieron a la Iglesia ortodoxa, por lo que la isla a partir de 1600 pasó a tener dos obispos rivales al crearse el obispado ortodoxo de Milo. La catedral de los Santos Cosme y Damián pasó a ser propiedad de los ortodoxos.  
En 1702 la diócesis latina de Milo fue degradada a vicariato apostólico. El último obispo de Milo fue Dionisio Modinò, cuyo nombre, sin más indicaciones, aparece en los Anuarios Pontificios de 1736 a 1746.
En 1798 el vicariato apostólico de Sifnos-Serifos y el vicariato apostólico de Ceos se anexaron al vicariato apostólico de Milo. 
En el siglo XIX la diócesis de Milo y Ceos fue suprimida y Milo se convirtió en sede titular. En 1933 la sede titular de Ceos se estableció con el nombre de Cea.
Después de la independencia de Grecia del Imperio otomano, a partir del 19 de agosto de 1834 los obispos de Siros, como delegados apostólicos, fueron confiados al cuidado pastoral de los pocos católicos latinos de la nueva nación, cuyo territorio, desde el punto de vista eclesiástico, fue obtenido del vicariato apostólico de Constantinopla (hoy vicariato apostólico de Estambul).
A finales del siglo XIX la diócesis de Milo fue entregada en administración perpetua a los obispos de Siros; sin embargo la sede titular fue suprimida sólo después de 1923.

## Episcopologio
- Pasquale † (22 de marzo de 1253-?)
- Nicola † (circa 1350-? falleció)
- Biagio, O.E.S.A. † (10 de marzo de 1356-?)
- Benedetto † (circa 1370-? falleció)
- Giovanni da Recanati, O.F.M. † (26 de febrero de 1375-? falleció)
- Luca da Crotone, O.E.S.A. † (23 de diciembre de 1385-?)
- Enrico † (9 de noviembre de 1389-?)
- Vitale di Faenza, O.E.S.A. † (1391-? nombrado obispo titular de Abida)
- Francesco † (13 de octubre de 1397-?)
- Gualtiero di Polema, O.F.M. ? † (12 de febrero de 1410-?)
- Gerlacus Loen, O.F.M. † (31 de agosto de 1413-?)
- Giovanni de Medicis di Candia, O.F.M. † (2 de mayo de 1418-?)
- Giovanni Potosach, O.P. † (27 de noviembre de 1420-? falleció)
- Giovanni Valtemplini, O.Carm. † (6 de marzo de 1430-? falleció)
- Nikolaus Langen, O.P. † (21 de abril de 1456-?)
- Giacomo † (? falleció)
- Jacques Joumonde, O.S.B. † (19 de mayo de 1460-28 de julio de 1486 renunció)
- Marco Stella, O.P. † (28 de julio de 1486-?)
- Johannes Pedenhofer, O.P. † (5 de mayo de 1494-?)
- Nicola Bruni † (10 de diciembre de 1511-? falleció)
  - Francesco Rocchi † (31 de mayo de 1540-? renunció) (obispo electo)
- Giovanni Pietro Ferretti † (4 de febrero de 1541-1545 renunció)
- Gregorio Castagnola, O.P. † (6 de noviembre de 1545-? falleció)
- Stefano Gattalusio, O.S.B.Oliv. † (13 de marzo de 1550-? falleció)
- Bartolomeo Doria † (1 de diciembre de 1564-? renunció)
- Bernardino Laureo † (7 de octubre de 1583-? falleció)
- Francesco Ottimati, O.F.M. † (23 de enero de 1602-? falleció)
- Niccolò Lesdo (o Ludosio) † (24 de enero de 1611-1625 renunció)
- Giacinto Arnolfini, O.F.M.Obs. † (27 de enero de 1625-? falleció)
- Michele de Bernardis, O.F.M.Ref. † (27 de junio de 1629-? renunció)
- Gerolamo da Padova, O.F.M.Obs. † (24 de julio de 1634-16 de junio de 1642 nombrado obispo de Santorini)
- Antonio Serra † (14 de julio de 1642-circa 1648?)
- Anónimo † (?-1658 o 1665 falleció)
- Giovanni Antonio de Camilli † (7 de octubre de 1669-14 de noviembre de 1698 falleció)
  - Leonardo Balsarini † (18 de septiembre de 1699-1699 falleció) (administrador apostólico)
- Dionisio Modinò † (después del 21 de abril de 1728-circa 1746)
  - Sede suprimida en el siglo XIX

### Obispos titulares
- Thomas Olliffe † (26 de agosto de 1843-13 de mayo de 1859 falleció)
- Beato Marcelo Spínola y Maestre † (16 de diciembre de 1880-10 de noviembre de 1884 nombrado obispo de Coria)
- John Baptist Butt † (19 de diciembre de 1884-26 de junio de 1885 nombrado obispo de Southwark)
- Gustave Mutel, M.E.P. † (2 de septiembre de 1890-31 de enero de 1923 nombrado obispo titular de Mopsuestia)[nota 2]

### Administradores apostólicos
- Sede administrada por los obispos de Siros desde 1900